# 황씽치아오
황씽치아오(1999년 11월 3일 ~ )는 중국의 가수다. 2017년 싱글 [17살(十七岁)]로 데뷔했다.

## 방송
- 걸스플래닛999 : 소녀대전 (2021) - 18위

## 수상
- 올해의 신인상 (2018)
- 음악 아방가르드 올해의 신인상 은상 (2018)